# Alfa Romeo 20-30 ES
La 20-30 ES è un'autovettura prodotta dall'Alfa Romeo dal 1921 al 1922. Nel 1921 venne sostituita dall'Alfa Romeo RL.

## Storia del modello
La vettura è un'evoluzione sportiva della 20-30 HP, da cui la sigla "S" nel nome del modello, che a sua volta deriva dalla serie "E" della 24 HP, da cui la "E" nel nome.
La vettura comunque ha delle migliorie meccaniche tali da giustificare un modello nuovo. Come la sua progenitrice fu progettata da Giuseppe Merosi ed è dotata dello stesso motore quattro cilindri in linea ma con cilindrata portata a 4250 cm³ tramite l'aumento dell'alesaggio da 100 a 102 mm. Con un nuovo carburatore orizzontale la potenza fu aumentata a 67 CV a 2600 giri/min per far toccare alla vettura i 130 km/h di velocità massima. La vettura venne dotata anche della dinamo, delle luci e anche dell'avviamento elettrico mentre il resto della meccanica ricalcava quella delle sue progenitrici, eccetto che per il passo, ridotto a 2900 mm.
La 20-30 HP ES Sport venne realizzata come autotelaio ed in due tipi di carrozzeria, torpedo e limousine, alleggerita ed ammodernata rispetto alla 20-30 HP con un nuovo radiatore più arrotondato.

## Le competizioni

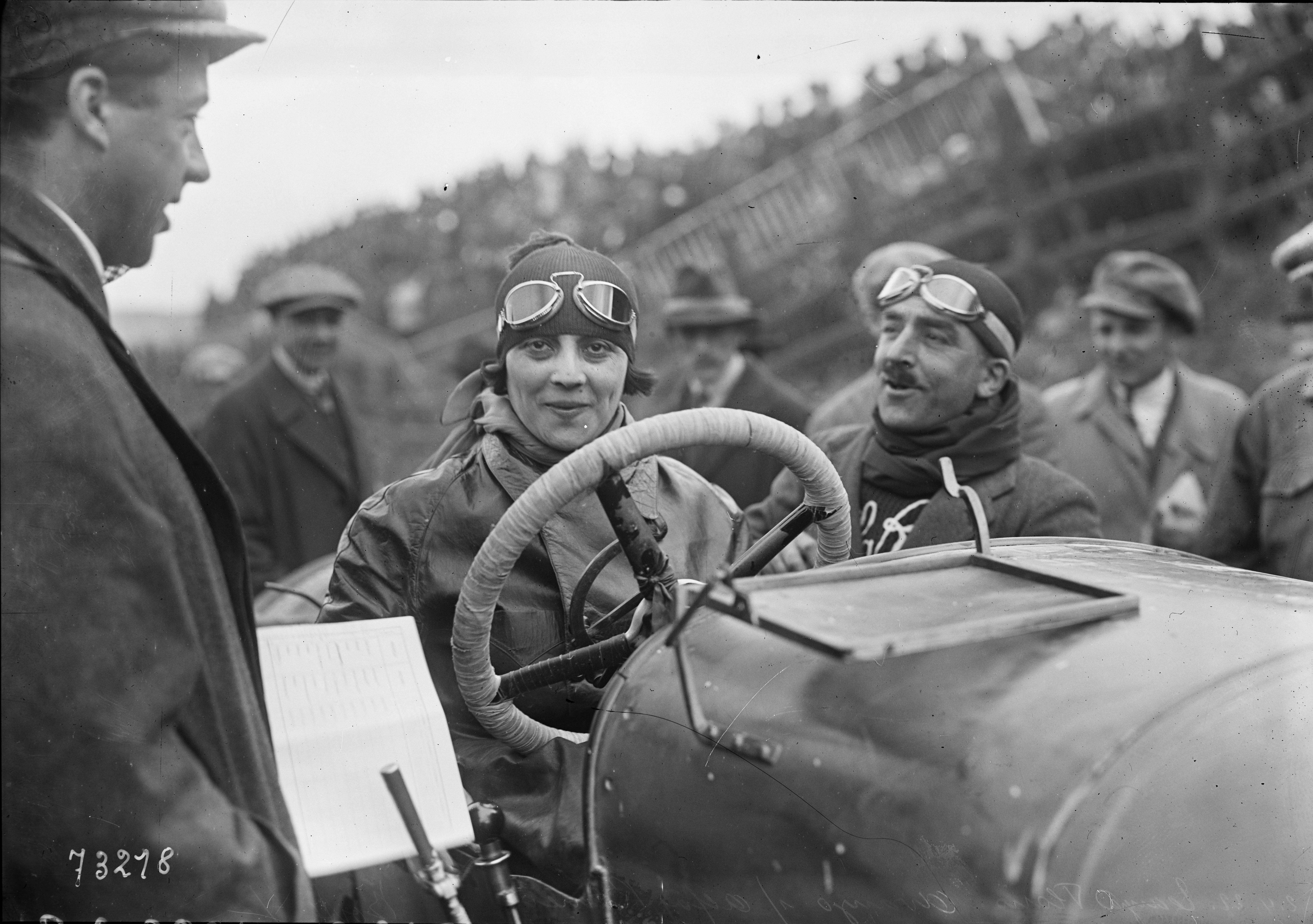
Maria Antonietta Avanzo nella sua Alfa Romeo 20-30 ES alla partenza della Targa Florio 1922

Nonostante non fosse una vettura pensata espressamente per le competizioni quanto piuttosto una "berlina sportiva" la 20-30 ES ebbe comunque una discreta carriera sportiva nella categoria delle vetture derivate dalla serie. Le 20-30 ES che venivano modificate per le competizioni semplicemente adottavano uno scarico sportivo che correva lungo la fiancata e una carrozzeria con due soli posti e grazie a ciò superavano i 135 km/h.
Fu quest'auto che Enzo Ferrari usò agli albori della sua carriera di pilota insieme ai già noti piloti della casa del Biscione come Antonio Ascari (padre di Alberto) e Ugo Sivocci e ad una dei primi piloti donna, la "baronessa" Maria Antonietta Avanzo.